# Al-Hakam II
al-Hakam II var en umayyadisk kalif i Córdoba 961-976. Son till Abd ar-Rahman III (al-Nasir).
al-Hakam var mycket förtjust i bildning och böcker och under sin regeringstid skickade han efter enorma mängder böcker från hela världen som han samlade i sitt gigantiska bibliotek. Han ombesörjde översättningen av många böcker från latin och grekiska till arabiska och lät bilda en kommitté av arabiska muslimer och kristna mozaraber för ändamålet.
Biblioteket förstördes då berber belägrade Córdoba 1100.
al-Hakam II efterträddes av sin son med Subh, Hisham II